# 岩崎街道
岩崎街道（いわさきかいどう）は、岩手県花巻市と同県北上市を結ぶ街道。

## 概要
幕政時代、陸奥国和賀郡の奥州街道花巻宿から岩崎までの盛岡藩の脇街道。
明暦 3年（1657年）、盛岡藩主南部重直による直命によって改修される以前の、奥州街道ができるまで本街道と呼ばれていた古道。
奥州街道と岩崎街道を分岐する地点が花巻市の南城小学校校庭にあり、今でも松並木が残っている。

## 宿場・伝馬継所
- 花巻宿
- 岩崎

## 参考資料
- 「角川日本地名大辞典」編纂委員会『角川日本地名大辞典 3 岩手県』角川書店、1985年。ISBN 4-04-001030-2。